# John J. Jacob
John Jeremiah Jacob, född 9 december 1829 i Green Spring, Virginia (numera i West Virginia), död 24 november 1893 i Wheeling, West Virginia, var en amerikansk politiker. Han var West Virginias guvernör 1871–1877.
Jacob efterträdde 1871 William E. Stevenson som guvernör och efterträddes 1877 av Henry M. Mathews.
Jacob avled 1893 och gravsattes på Indian Mound Cemetery i Romney, West Virginia.